# جانيت باركر
جانيت باركر (بالإنجليزية: Janet Parker) (مارس 1938- 11 سبتمبر 1978)، كانت مصورة فوتوجرافية طبية إنجليزية. وهي آخر شخص يموت من مرض الجدري. التقطت الفيروس عن طريق حادث مختبر وقع في كلية الطب في جامعة برمنغهام.

## الاصابة

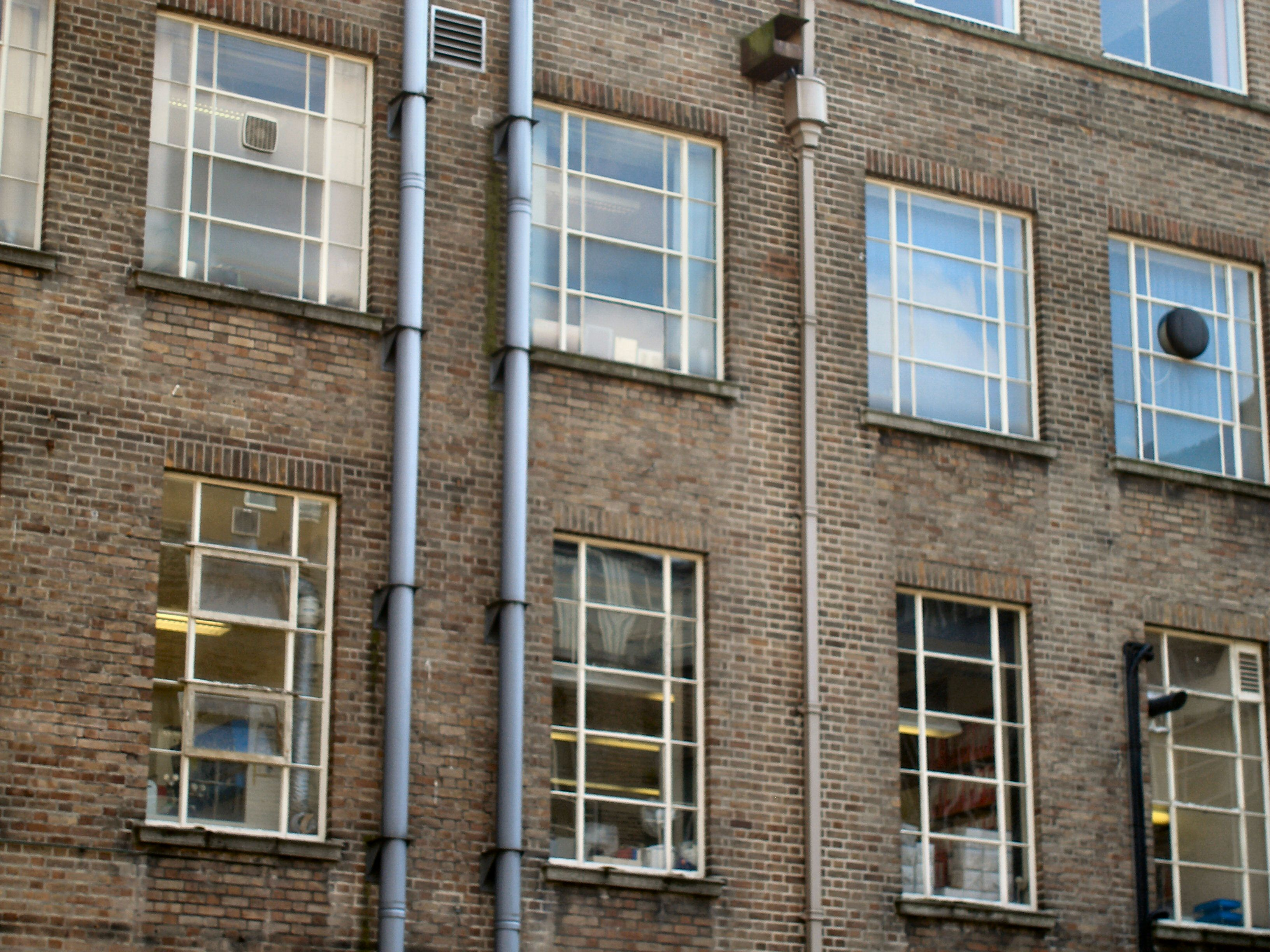
ظهر مبنى كلية
الطب حيث يقع مختبر أبحاث الجدري في الأسفل والغُرف حيث عملت جانيت باركر في الأعلى

عملت باركر مصورة طبية في قسم التشريح، حيث تعرضت عن طريق الخطأ إلى سُلالة من فيروس الجدري التي كان يتم تطويرها في مختبر أبحاث في الطابق الأسفل. وقد أدت وفاتها إلى انتحار رئيس قسم الأحياء الدقيقة. في يوم 6 سبتمبر قام الأستاذ هنري بيدسون رئيس قسم الأحياء الدقيقة بالانتحار عن طريق قطع حنجرته في كوخ حديقة منزله، وتُوفي في مستشفى الملكة إليزابيث في برمنغهام بعد بضعة أيام. وقبل انتحاره كتب رسالة تقول: «أنا آسف لأني خُنت الثقة التي وضعها الكثير من أصدقائي وزملائي في عملي وفي نفسي».